# Peltosaari (ö i Lappland, Rovaniemi, lat 65,92, long 26,60)
Peltosaari med Lehtosaari är en ö i Finland. Den ligger i sjön Ranuanjärvi och i kommunen Ranua i den ekonomiska regionen  Rovaniemi ekonomiska region  och landskapet Lappland, i den norra delen av landet, 600 km norr om huvudstaden Helsingfors. Öns area är 7,1 hektar och dess största längd är 0,6 kilometer i öst-västlig riktning.